# Charlotte Martner
Charlotte Gertrude Hélène Daniel, dite après ses mariages Mme Martner (1798), puis Mme Camô (1811), est une miniaturiste, une artiste peintre et une sculptrice française, née à Paris le 15 août 1781 et morte à Nancy le 22 juillet 1839. Elle est surtout connue pour ses miniatures réalisées lors de son séjour en Martinique entre 1803 et 1821.

## Biographie
Née à Paris le 15 août 1781, Charlotte Gertrude Hélène Daniel est la fille du graveur sur métaux Jérôme-François Daniel (v. 1751-1810) et de son épouse Angélique-Charlotte Chollet (v. 1752-1824),. Le couple a une seconde fille, Angélique-Adrienne Daniel (v. 1787-1848), graveuse sur métaux, mariée en 1819 à Louis-Thomas Raban (1790-1845), graveur et imprimeur en taille-douce, imprimeur-lithographe, républicain et militant révolutionnaire.
Charlotte Daniel épouse à Paris, le 8 janvier 1798, l'officier de santé Jean-Baptiste-André Martner (1760-1810).
En 1802, alors qu'elle habite au 147, rue de l'Oratoire, elle soumet au jury du Salon deux miniatures, Une mère avec sa fille et Une mère avec son fils. Ses œuvres ne semblent cependant pas avoir été acceptées, puisqu'elles ne figurent pas dans le livret du Salon de cette année.

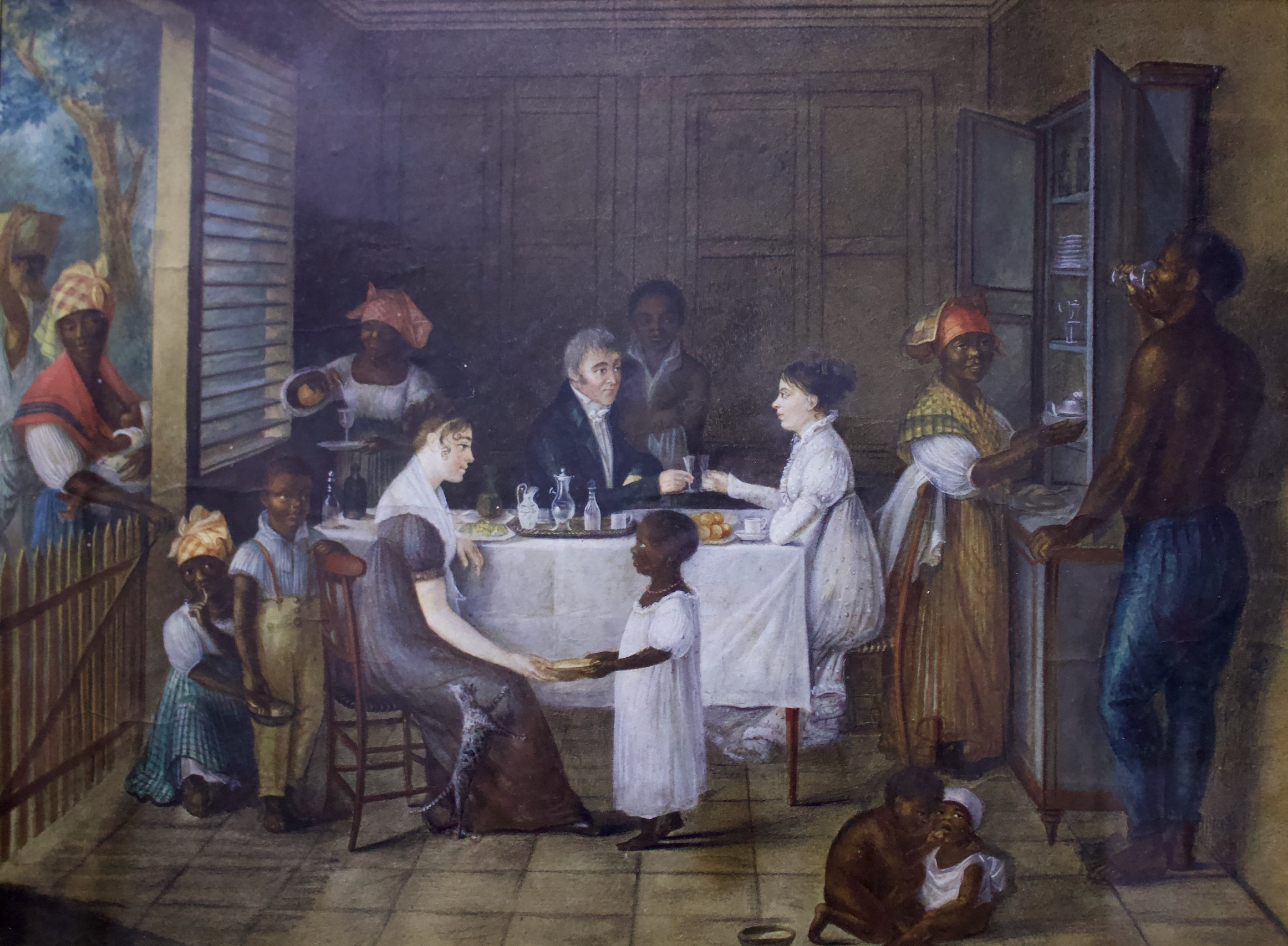
Portrait présumé de Charlotte Martner, son mari, le personnel de la maison et une hôte dans une salle à manger à Fort-de-France, huile sur toile, XIXe siècle, collection privée.

Le couple Martner s'embarque le 15 avril 1803 du Havre pour la Louisiane, d'où ils gagnent la Martinique, restituée par la Grande-Bretagne à la France depuis septembre 1802. La Gazette de la Martinique du 23 Brumaire an XIII (14 novembre 1804) informe ses lecteurs que « Madame Martner, artiste », établie à Fort-de-France, « peint avec beaucoup de succès la miniature et le portrait ». À cette époque, elle sculpte un buste de Bonaparte utilisé lors d’une fête donnée par les autorités en l’honneur de Rose Claire Tascher de La Pagerie, mère de la future impératrice Joséphine, le 18 Brumaire an XIII (9 novembre 1804),. Peut-être à cette occasion, elle peint aussi en miniature un portrait de Mme Tascher de La Pagerie.
L'artiste réalise au cours de son séjour martiniquais plusieurs autres portraits miniatures datés et signés Mme Martner, notamment en 1809 un portrait du général George Beckwith, commandant des forces britanniques qui viennent de s'emparer de la Martinique,. 
Devenue veuve le 10 mars 1810, Charlotte Martner se remarie à Fort-de-France le 7 octobre 1811 avec un colon martiniquais, Dominique-Paul-Jean Camô (1752-1818), natif de Catalogne. Trois enfants naissent de cette union dans la capitale de la colonie : Charles-Marie-Laurent-Dominique-Jérôme, le 5 août 1812 (le futur général de brigade Camô),, Angélique-Joséphine-Charlotte, le 13 avril 1815 et Dominique-Charles-Joseph-Marie, en 1817.
Son second époux meurt à Fort-de-France le 11 décembre 1818.
L'artiste continue de peindre après son remariage et son second veuvage, comme l'indique l'apparition sur le marché de l'art en 2021 d'une miniature signée D Vve Camô Fer 1821 (Daniel veuve Camô février 1821). 
Revenue en France métropolitaine en 1821, Charlotte Camô s'établit à Nancy où elle meurt le 22 juillet 1839,.

## État de la recherche

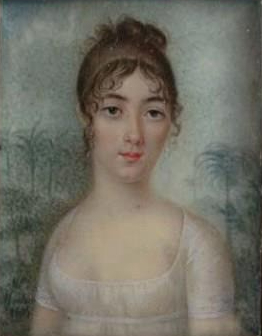
Jeune femme en robe blanche sur fond de palmiers, 1804, l'œuvre de Charlotte Martner qui a suscité les premières recherches sur l'artiste.

Le premier chercheur à attirer l'attention sur Charlotte Martner a été Maurice Meslans, intéressé par les orfèvres et artistes des Antilles, qui a fait l'acquisition vers 1976 d'une miniature représentant une Jeune femme sur fond de palmiers, datée de 1804 et signée par une artiste féminine dont le patronyme, commençant par un M, était difficile à déchiffrer. L'historienne de l'art Nathalie Lemoine-Bouchard a inclus l'artiste en 2008 dans son ouvrage de référence Les Peintres en miniature actifs en France sous le nom de « Mme Mantner (?) » et a publié une image de la miniature, sa seule œuvre alors répertoriée. 
Peu après, Meslans est parvenu à rassembler suffisamment de données biographiques sur la miniaturiste, dont son nom de femme mariée (Martner) et son lieu d'activité (la Martinique), pour permettre à Philippe Rossignol, spécialiste d’histoire et de généalogie des Caraïbes, d'identifier l'état civil de l'artiste, en s'appuyant en partie sur les recherches généalogiques de Cédric Touvet.
Le relais de la recherche a par la suite été repris par N. Lemoine-Bouchard, qui a réussi à retracer en 2017, dans la descendance de l'artiste, la propre boîte à peindre de celle-ci (inutilisée depuis sa mort) et plusieurs de ses œuvres.
D'autres miniatures de la main de Charlotte Martner ont aussi fait leur apparition sur le marché de l'art au cours des dernières années, permettant ainsi d'enrichir le corpus de ses œuvres.

## Œuvre

### Miniatures

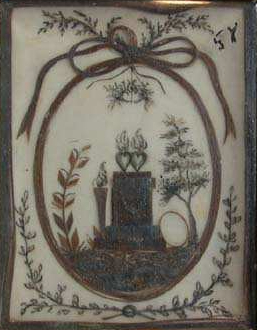
Revers de la miniature Jeune femme en robe blanche sur fond de palmiers, 1804.

- Une mère avec sa fille, vers 1802, soumise au jury du Salon de 1802[6], non exposée.
- Une mère avec son fils, vers 1802, soumise au jury du Salon de 1802[6], non exposée.
- Jeune femme en robe blanche sur fond de palmiers[note 2], 1804, miniature, aquarelle sur ivoire, 5,4 × 4,2 cm, signée Mme / Martner / 1804, collection privée[16] ; au revers, un dessin est interprété par le propriétaire de l'œuvre, Maurice Meslans, comme « une tombe, ou cénotaphe, en cheveux, surmontée de deux cœurs et entourée de feuillages »[2], qui propose d'identifier le modèle représenté à une femme morte à Fort-de-France en 1804, à savoir Rose Caroline Madeleine Raynal Eysseris, épouse d'Aimé Félix Eustache Deslandes[17],[18], tandis que Nathalie Lemoine-Bouchard interprète ce même dessin comme « un autel où brûlent deux coeurs, référence [au] récent mariage [de l'artiste] » et y voit plutôt un autoportrait[19].
- Autoportrait présumé, à une balustrade devant sa boîte à peindre en miniature (visage et haut du corps en partie effacés), 1805, miniature sur ivoire contrecollé sur carton, 14,5 × 11,5 cm, signée du monogramme DM (pour « Daniel Martner »), localisée « Fort de France de Mart[ini]que » et datée « 30 9bre 1805 » (pour le 30 novembre 1805), collection privée, descendance de l'artiste[1].
- Portrait de Sir George Beckwith, à mi-corps, en uniforme, 1809, miniature sur ivoire, 9,5 × 9 cm, œuvre peinte au temps de la prise de la Martinique par Beckwith, signée et datée Mme Martner 1809, vendu aux enchères en 2014 (Stansted Mountfitchet (Royaume-Uni), Sworder, 9 septembre 2014, lot 375), localisation inconnue[8],[9].
- Lt. Colonel William Cleeve, 1809, miniature circulaire, aquarelle sur ivoire, 6,7 × 6,7 cm, signée et datée Mme Martner 1809 (Londres, Victoria and Albert Museum, P.14-1978)[20].
- Un gentilhomme de la Martinique, 1810, miniature ovale, aquarelle sur ivoire, 6,8 × 5 cm, signée et datée Mme Martner 1810, autrefois dans une collection privée de Saint-Cyr-sur-Mer (Var), en vente chez un marchand d'art en 2022[21].
- Portrait du père de l'artiste, le graveur sur métaux Jérôme-François Daniel, miniature sur ivoire circulaire réalisée de mémoire à Fort-de-France en octobre 1810 (probablement à l'annonce de la maladie du père) ; au revers, monogramme DMC (pour Daniel Martner Canô), accompagné d'une annotation autographe : « Le sentiment peut suppléer au modèle / Portrait de mon Père fait de mémoire / après sept ans d’absence par sa / respectueuse fille D. Martner / Fort royal de Martinique / au mois d’octobre 1810 », collection privée, descendance de l'artiste[7].
- Portrait de Mme Tascher de la Pagerie, miniature, entre 1804 et 1810, connue uniquement par les vers dédiés à l'artiste par M. de Rondemare[7].
- Portrait d'élégante à la robe blanche de style Regency, miniature ovale, signée et datée D Vve Camô Fer 1821 (Daniel veuve Camô février 1821), vendue aux enchères en 2021 (Grasse, Hôtel des ventes de Grasse, 3 juillet 2021, lot 20), localisation inconnue[11].
- Jeune fille noire coiffée d’un fichu, assise à une table, peut-être en train de coudre ou de broder, miniature sur ivoire inachevée, non datée, collection privée, descendance de l'artiste[22].

Miniatures de Charlotte Martner
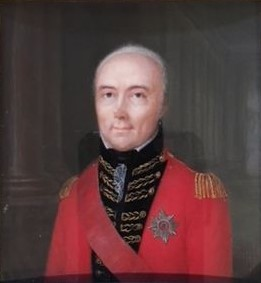
Portrait de Sir George Beckwith, à mi-corps, en uniforme, 1809.
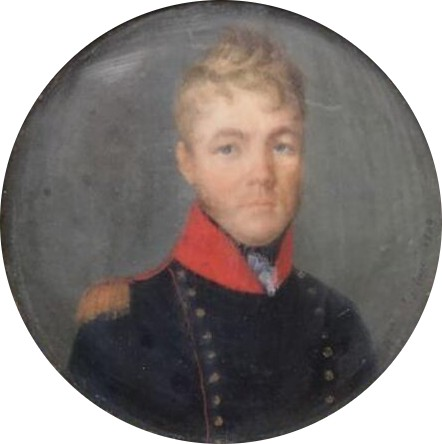
Lt. Colonel William Cleeve, 1809 (Londres, Victoria and Albert Museum)
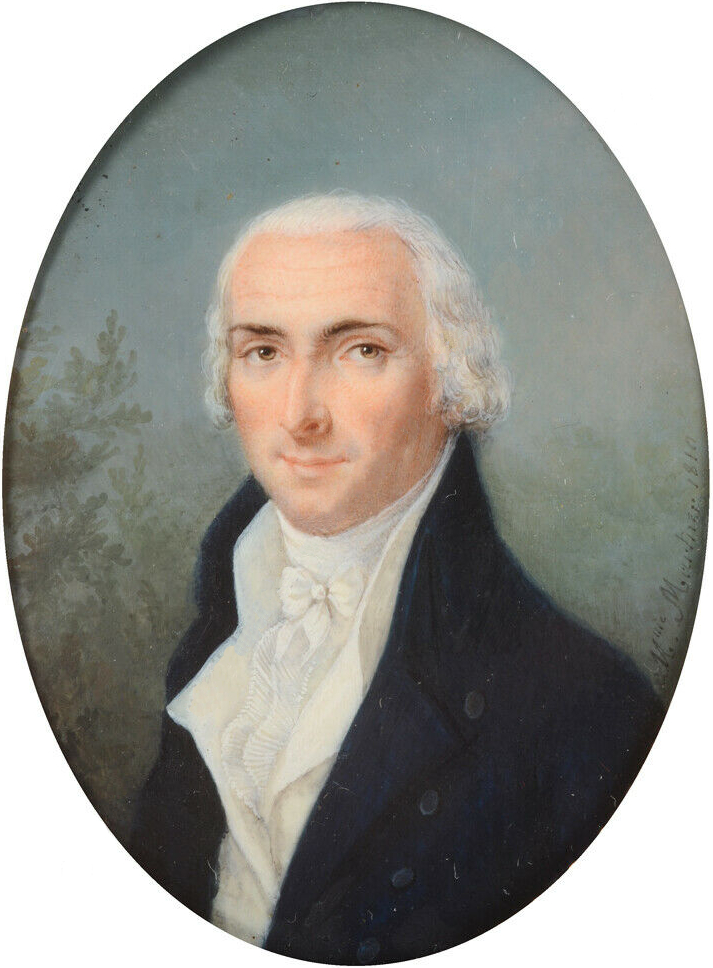
Un gentilhomme de la Martinique, 1810.
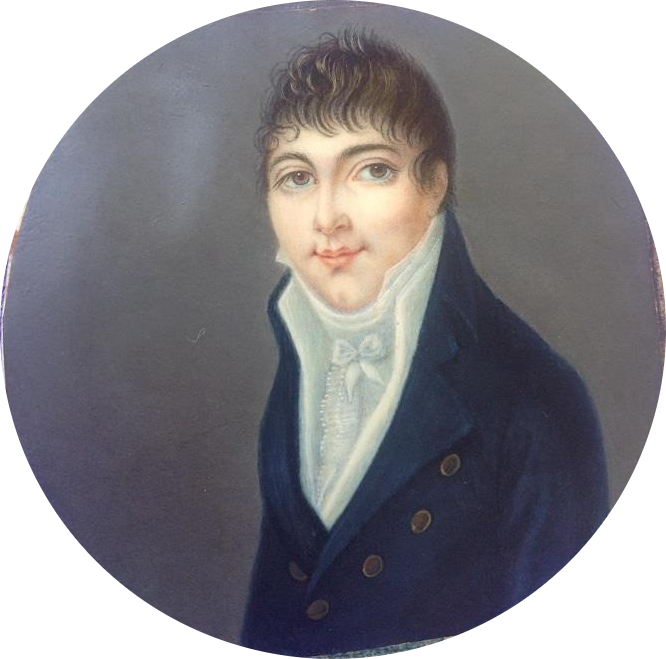
Portrait du père de l'artiste, le graveur sur métaux Jérôme-François Daniel, fait de mémoire, octobre 1810.
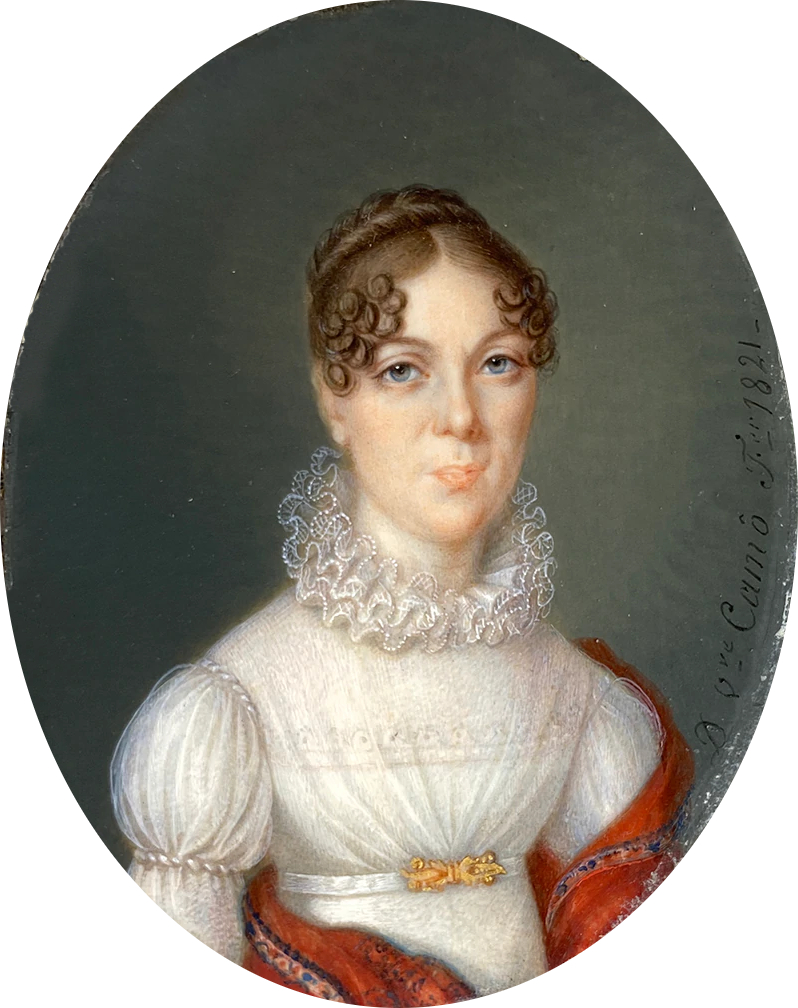
Portrait d'élégante à la robe blanche de style Regency, février 1821.

### Autres
- Buste de Napoléon Bonaparte, sculpture pour la fête du 9 novembre 1804 organisée à Fort-de-France en l'honneur de Mme Tascher de la Pagerie[3].
- Portrait présumé de Charlotte Martner, son mari, le personnel de la maison et une hôte dans une salle à manger à Fort de France, huile sur toile, XIXe siècle, collection privée, descendance de l'artiste, tableau qui est peut-être à attribuer à C. Martner[22].